# Grigory Kriss
Grigory Yakovlevich Kriss (em ucraniano: Григорій Якович Крісс, em russo: Григорий Яковлевич Крисс; Quieve, 24 de dezembro de 1940) é um ex-esgrimista soviético de espada, multi medalhista olímpico e mundial.

## Vida pregressa
Kriss nasceu em Quiev, na Ucrânia Soviética. Ele é judeu e foi um oficial do Exército Vermelho da União Soviética.

## Carreira
Ele competiu nas Olimpíadas de 1964, em Tóqui, onde uma medalha de ouro no evento individual. Quatro anos depois, conquistou duas medalhas de pratas nos eventos de espada dos Jogos da Cidade do México. Já nas Olimpíadas de 1972, ganhou uma medalha de bronze por equipes.
Em Campeonatos Mundiais, ele ganhou a medalha de prata no evento individual de 1967, bem como o ouro em 1971 e quatro medalhas em eventos por equipes: um bronze em 1965, uma prata em 1966, um ouro em 1969 e uma prata em 1971.

### Pós-esgrima
Ele foi professor de educação física e treinador de esgrima.

## Hall da fama
Kriss foi introduzido no Hall da Fama dos Esportes Judaicos Internacionais em 1989.